# Sakapultek
Sakapultek (Sacapulteco, Sakapulteco, Sakapulteko), indijanski narod iz Gvatemale nastanjen u općini Sacapulas u departmanu Quiché. Jezično pripadaju porodici maya, jezik sakapulteko; 15 000 govornika (2006 M. Schwartz).
Sakapulteki su u stara vremena bili poznati pod imenom Lamac, plemena poznatog iz knjige Popol Vuh. U Sacapulasu gdje se još jedino govori ovaj jezik nalazi se više arheoloških lokaliteta koji su slabo posječivani, to su Chuitinamit, Sacapulas, Tierra Blanca, Xolpocol i Xutixtiox; a tu je i rudnik crne soli u blizini rijeke Negro, kojemu se pripisuju medicinska svojstva, i nazivaju je xupej.
Pod vlast Španjolaca dolaze nešto prije 1553. Danas su oni poznati po izradi jícara (čaša) i izradi ukrasa od zlata